# Mike Posner
Michael Robert Henrion Posner (Detroit, Míchigan; 12 de febrero de 1988) más conocido como Mike Posner, es un cantautor y productor estadounidense. Posner publicó su álbum debut, 31 Minutes to Takeoff, el 10 de agosto de 2010. El álbum incluye el sencillo «Cooler Than Me», que alcanzó el top 10 de la lista Billboard Hot 100. También es conocido por su segundo sencillo, "Please Don't Go" y por el primer sencillo de su tercer álbum At Night, Alone «I Took a Pill in Ibiza», tanto en su versión acústica como en el remix de Seeb. Este colaboró con Ray William Johnson para hacer un remix de su canción, « Looks Like Sex» para la banda animada de Ray, Your Favorite Martian.

## Juventud y educación
Posner nació en Southfield, Míchigan. Su padre, un fiscal del condado de Wayne, era judío y su madre católica. Posner asistió y graduó en la Groves High School, donde se enfocó a una carrera universitaria, y asistió a la Duke University. Allí, Posner se hizo miembro de la fraternidad Sigma Nu donde obtuvo un graduado en sociología y un certificado en business|markets and management (negocios, mercados y administración), con una media GPA de 3.59. (equivalente a A-)

## Carrera
El mánager Daniel Weisman de Elitaste Inc. oyó hablar de Posner por primera vez en 2008, cuando el mánager de Jared Evan, Saytum le pasó algunas canciones que Posner había creado para Weisman, por entonces cliente de Wale. Weisman se puso en contacto con Posner e impresionado por sus canciones, incluyendo "Cooler Than Me", empezó a una relación en la que Weisman hizo de mentor mediante iChat. La asociación fue hecha oficial al principio de 2009 después de la segunda mixtape de Posner, "A Matter of Time" (la primera siendo Reflections of a Lost Teen) que empezó a atraer la atención de la industria. Habiendo trabajado con Don Cannon y DJ Benzi, la mixtape fue publicada desde su dormitorio en la Duke University en marzo de 2009 bajo el nombre "Mike Posner & the Brain Trust" the Brain Trust se refería a las personas que apoyaron a Posner. La publicación fue inusual por ser distribuida gratuitamente en iTunes U, un canal diseñado para contenido educacional. Aunque Posner no fue el único artista en tomar beneficio de esto, su publicación fue la más organizada y con mayor personalidad, y atrajo la mayor respuesta utilizando este método. Inmediatamente, alcanzó el número uno en la lista de iTunes U, gracias a su mánager Saytum.
En julio de 2009, Posner firmó un contrato con J Records (RCA/Sony). Él eligió volver a Duke después de firmar este contrato, y fue de gira en los fines de semana al mismo tiempo que grababa su álbum debut. La tercera mixtape de Posner "One Foot Out the Door", organizada por Clinton Sparks, fue publicada el 27 de octubre de 2009. La mixtape fue acompañada con una serie web también llamadas "One Foot Out the Door", que era puesta en el aire cada dos semanas, desde el 30 de septiembre de 2009 hasta diciembre del mismo año.
"31 Minutes to Takeoff", su álbum debut fue publicado el 10 de agosto de 2010. El primer sencillo del albu "Cooler Than Me", producido por Gigamesh, llegó a la Billboard Hot 100 hasta alcanzar el número 6. before going on to attain global success. Él actuó en el Bonnaroo y en el Warped Tour del 2010 en verano. Un segundo sencillo, "Please Don't Go," fue emitido el 20 de julio de 2010. También cantó junto con Cher Lloyd en su canción "With Ur Love" que fue publicada como sencillo el 30 de octubre de 2011.
Posner actuó en la televisión nacional por primera vez en un programa de tertulia llamado "Last Call with Carson Daly" el martes 27 de octubre de 2009. También cantó su canción "Cooler Than Me" en "America's Got Talent" el 28 de julio de 2010. Acutó en "Live with Regis and Kelly" el 3 de agosto y en "Late Night with Jimmy Fallon" el 4 de agosto. También interpretó "Cooler Than me" en "The Wendy Williams Show" el 5 de agosto de 2010 y en "The Tonight Show with Jay Leno" el 9 de agosto de 2010. Mike Posner ha colaborado con artistas como Lil Wayne, Bruno Mars, Wale, Big Sean, Bun B, We The Kings, Saigon, One Be Lo, Eric Holljes, y 3OH!3. El 1 de febrero de 2011, Posner publicó un radio mix de "Bow Chicka Wow Wow" que incluyó versos nuevos de Lil Wayne. Interpretó esta canción en directo en The Ellen Show el 19 de abril e 2011.
También ha hecho versiones de muchas canciones publicares, incluyendo "Halo," de Beyoncé, "Rolling in the Deep" de Adele, "The Scientist" de Coldplay y Heartless de Kanye West.
En 2010 fue nominado para los American Music Awards (T-Mobile Breakthrough Artist), a 2010 MTV Europe Music Award (Push Artist)y ganó en 2011 un ASCAP Award ("Cooler Than Me").
El 7 de octubre el RCA Music Group anunció su separación de J Records junto con Arista Records y Jive Records.  Con el cierre, Posner (y todos los artistas que previamente firmaron con estos tres sellos) publicará su futuro material en la marca RCA Records. También se reveló que Posner había coescrito Boyfriend de Justin Bieber para su tercer álbum Believe (2012).
El 18 de enero de 2012, Posner colabora con Your Favorite Martian en el vídeo de YouTube She Looks Like Sex, un remix de su canción "Looks Like Sex".
Entre los años 2015 y 2016, Posner vuelve a la cima de las listas musicales en países como Estados Unidos, Canadá, Reino Unido, Australia,Israel y Nueva Zelanda con el lanzamiento de su segundo álbum At Night, Alone. y su primer sencillo, un remix de I Took a Pill in Ibiza en colaboración con el dúo EDM noruego SeeB.

## En la cultura popular
- Su sencillo Cooler Than Me se incorpora a lista de música en la famosa franquicia de juego PC Los Sims 3, se puede escuchar en un estéreo propio del juego.
- También se puede encontrar en el juego “Grand Theft Auto V” en la radio.
- Posner solo tiene tres sencillos populares: Cooler Than Me, Please Don't Go y I Took a Pill in Ibiza (Seeb Remix).

## Discografía

### Álbumes de estudio
- 31 Minutes to Takeoff (2010)
- At Night, Alone. (2016)
- A Real Good Kid. (2019)
- Keep Going. (2019)
- Operation:Wake Up (2020)

### EP
- Cooler than Me (2010)
- The Truth (2015)

### Mixtapes
- A Matter of Time (2009)
- One Foot Out the Door (2009)
- The Layover (2011)

### Sencillos
- "Cooler Than Me" (2010)
- "Please Don't Go" (2010)
- "Bow Chicka Wow Wow" (2011)
- "Looks Like Sex" (2011)
- "The Way It Used to Be" (2013)
- "I Took a Pill in Ibiza" (2015)
- "Buried In Detroit" (con Big Sean) (2016)